# Кутафино
Кута́фино — село в Кромском районе Орловской области России. Административный центр Кутафинского сельского поселения.

## География
Село находится на берегу реки Крома, на расстоянии 12 км к юго-западу от посёлка городского типа Кромы, административного центра района, и 49 км к юго-западу от города Орёл, административного центра области.

### Часовой пояс
Село Кутафино, как и вся Орловская область, находится в часовой зоне МСК (московское время). Смещение применяемого времени относительно UTC составляет +3:00.

## Население
| 2002 | 2010 |
| ---- | ---- |
| 244  | ↘178 |

### Национальный состав
Согласно результатам переписи 2002 года, в национальной структуре населения русские составляли 100 % из 244 чел.